# Петербургская рисовальная школа княгини М. К. Тенишевой
Петербургская рисовальная школа княгини М. К. Тенишевой (Тенишевская школа) — российское частное художественное учебное заведение, основанное в 1895 году И. Е. Репиным и княгиней М. К. Тенишевой в Санкт-Петербурге.

## История
Тенишевская школа была открыта в Санкт-Петербурге в ноябре 1895 года. Организатором и вдохновителем её был Илья Ефимович Репин. Уже руководя своей мастерской в Высшем художественном училище при Академии художеств, Илья Ефимович берёт на себя руководство частной художественной студией. Его начинание поддержала княгиня Мария Клавдиевна Тенишева, предоставив для занятий свою художественную мастерскую на Галерной улице, 13. Тенишева также взяла на себя все материальные расходы по школе, что позволило сделать обучение бесплатным.

26 ноября 1895 года в письме к П. М. Третьякову Репин писал: 
«У меня здесь великолепная мастерская; и я открыл ещё одну частную, подготовительную школу в доме княгини Тенишевой, в её мастерской учится 29 человек. От желающих поступить, отбою нет. Школы нужны».
В своих воспоминаниях княгиня М. К. Тенишева писала: 
«Студия наша сразу завоевала себе почетное место. Желающих поступить в так называемую „тенишевскую школу“ было в десять раз больше, чем позволяло помещение. В начале сезона места брались положительно с бою, даже происходили очень тяжелые сцены отчаяния, когда Репин после пробных занятий отстранял того или другого ученика, не находя в нём достаточно данных. Компания была в высшей степени пёстрая, милая, со страстью отдававшаяся работе, искренне любящая искусство. Народ все способный, молодой и многообещающий».
На совещании с Тенишевой было решено сначала принять двадцать пять учеников, но в дальнейшем приняли столько, сколько смогла вместить студия — сорок человек. Основной целью студии была подготовка учащихся к поступлению в Высшее художественное училище. От учеников студии требовалось уметь рисовать с гипсовых моделей и писать живую натуру. Помощниками И. Е. Репина по занятиям рисунком и живописью в Тенишевской мастерской были А. Куренной, П. Е. Мясоедов, затем Д. А Щербиновский.
По уставу рисовальной школы, учащиеся платили пять рублей в месяц для покрытия расходов по найму моделей и вознаграждения помощника руководителя студии. Занятия проводились ежедневно, кроме воскресных и праздничных дней, с 9 часов утра до 2 часов по полудню (с 9 часов до 12 часов — живопись, с 1 часа до 2 часов — рисование). Один раз в неделю ученики собирались вечером для разъяснения некоторых вопросов по композиции. В начале каждого месяца ученикам задавалась тема для эскиза. В конце месяца проводился экзамен ученических работ по пятибалльной системе. Эскизы, кроме того, распределялись по достоинству — номерами, которые служили порядком при занятии мест, всякий раз при постановке новой модели.

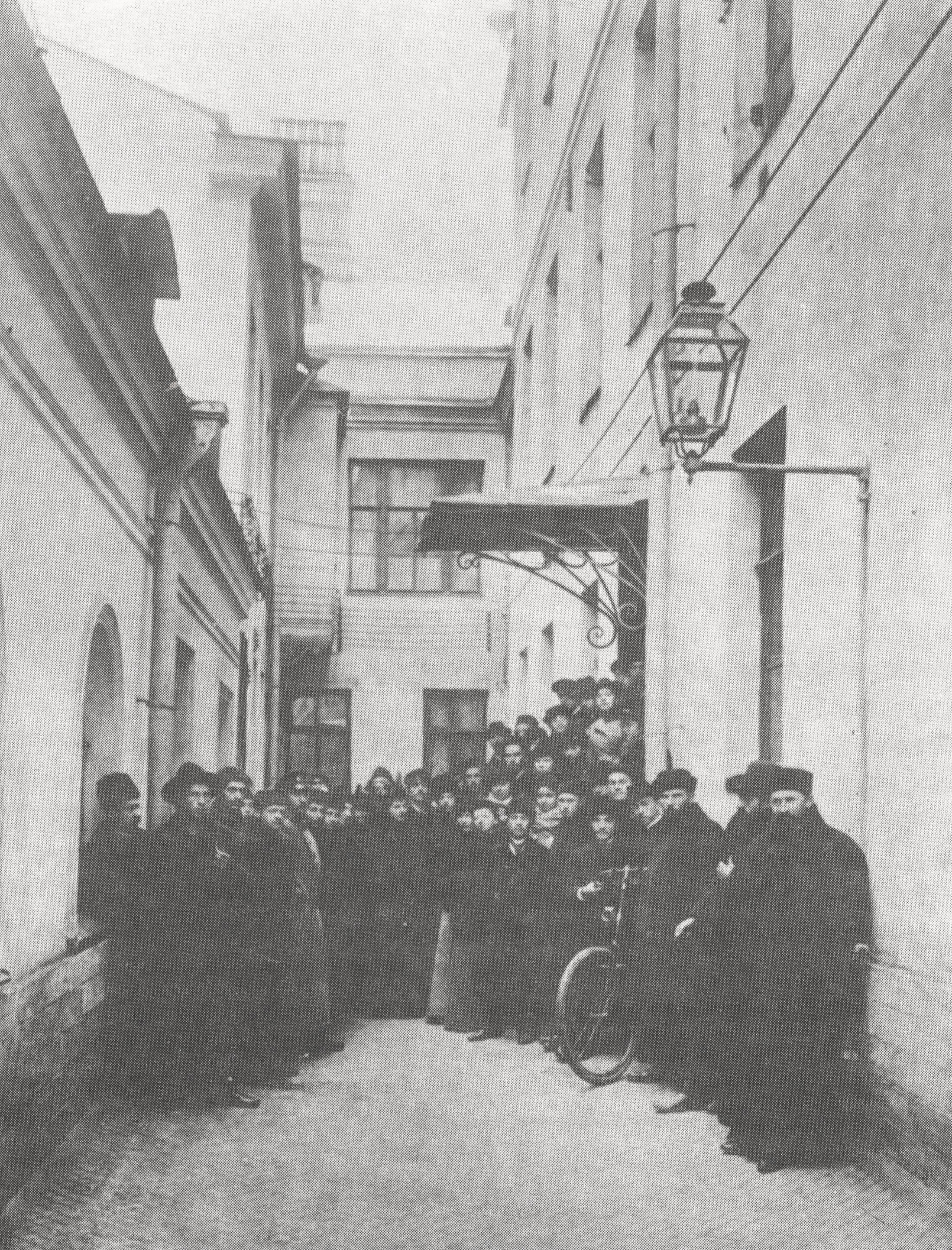
Преподаватели и ученики Тенишевской рисовальной студии в Петербурге. Середина 1890-х годов

По совету Репина старостой студии был выбран Яков Чахров. В своих воспоминаниях об И. Е. Репине и Тенишевской школе Чахров писал: 
«Когда оканчивались этюд и рисунок, к этому сроку обязательно каждый из нас должен был представить и эскиз. Эскиз считался одним из важных условий работы в мастерской. Каждые две-три недели, в воскресный день, в мастерской устраивалась выставка. Приходил профессор и в присутствии старосты ставил разряды. В это время ученики, затаив дыхание, со страхом и волнением ждали оценки своих работ в другой комнате, служившей нам чайной. Приглашенные, они входили в мастерскую и бежали к своим работам. Илья Ефимович придавал большое значение обсуждению каждой работы в отдельности и вызывал целые дискуссии учащихся. Лучшие работы приобретались в виде поощрения кн. Тенишевой и вешались на стенах мастерской как образцы».
Несмотря на большую загруженность в академии, Репин уделял много времени своей студии на Галерной:
«Тенишевскую мастерскую Илья Ефимович любил больше академической, — вспоминает Я. Чахров. — Он часто устраивал там вечера-беседы, много говорил нам о своих творческих планах, делился впечатлениями, вспоминал заграничных мастеров-художников. На этих беседах много говорилось о текущих выставках, подробно рассматривались и обсуждались новые работы художников. Между прочим, Репин обращал наше внимание на успехи В. А. Серова в портретах».

## Известные ученики
Из писем Репина к княгине Тенишевой известны лишь некоторые темы для эскизов студийцев: «Жертва», «Открытие», «Подвиг», «Садко» (1896); «Микула Селянинович» (1897). Также нет полного списка «тенишевцев». Известно, что в студии учились: Л. П. Альбрехт, И. Я. Билибин, Д. Ф. Богословский, Н. Я. Борисов, А. А. Бучкури, А. И. Вахрамеев, К. А. Вещилов, Е. А. Граве, С. И. Данишевский, М. В. Добужинский, Ида Зюнтаро (японский подданный), Г. Г. Карпунин, А. Н. Клементьев, Н. Кутузова, В. Н. Левитский, А. Э. Линдеман, Э. Э. Лисснер, А. А. Любицкий, Е. К. Маковская, Х. Д. Минасьянц (Тер-Минасян), Ю. И. Репин, А. В. Сапожников, З. Е. Серeбрякова, А. И. Титов, В. И. Ткаченко, А. Н. Третьяков, А. Д. Трунов, И. М. Тряпичников, В. Д. Фалилеев, Богдан Ционглинский (двоюродный брат Я. Ф. Ционглинского), Я. А. Чахров, М. Я. Чемберс, Е. М. Чепцов, Е. В. Честняков, С. В. Чехонин, Н. И. Шестопалов, М. Н. Яковлев. Это не полная, незначительная часть из числа учащихся студии. Большинство из них, в последующем, успешно сдали экзамены в Академию художеств. Репин писал в 1898 году Куренному: «Отличились и тенишевцы мои: в Академию приняты Чахров, Вещилов, Сапожников, Трунов, Романенко (дев.) и Барушева».

## Последние годы
Студия на Галерной работала до 1903 года. Идейные разногласия стали причиной разрыва отношений Репина и Тенишевой в 1899 году. В январе 1902 года Репин писал Тенишевой: 
«Школа, которую Вы основали, по моей просьбе, в Вашем доме, уже полтора года продолжает свое существование без моего непосредственного наблюдения. Будучи не в силах — и по нездоровью, и по недостатку времени — заниматься ею, я передал господину Д. А. Щербиновскому, о чём и известил Вас своевременно; предлагая на Ваше благоусмотрение продолжение или закрытие этой школы».